# قائمة الإذاعات الأردنية
تنتشر في الأردن 26 إذاعة تبث عبر موجة "إف إم"، منها ما هو خاص ومنها ما هو عام للدولة:
- إذاعة المملكة الأردنية الهاشمية
- إذاعة عمّان
- إذاعة الأمن العام / أمن إف إم
- إذاعة القوات المسلحة / هلا إف إم
- إذاعة القرآن الكريم
- إذاعة حسنى إف إم
- إذاعة حياة إف إم
- إذاعة الجامعة الأردنية
- إذاعة جي بي سي
- إذاعة صوت الكرك
- راديو إنرجي إف إم
- راديو أيام إف إم
- راديو روتانا إف إم
- راديو سوا إف إم
- راديو صوت الغد
- راديو فن إف إم
- راديو لقاء إف إم
- راديو مزاج إف إم
- راديو ميلودي إف إم
- راديو النجاح
- راديو نشامى إف إم
- راديو هدف إف إم
- راديو هوى عمان
- راديو يرموك إف إم
- راديو يقين إف إم
- راديو 8 إف إم
- راديو بلدية الزرقاء "صوت الزرقاء"

وهناك تزايد في عدد الإذاعات في الأردن.

## وصلات خارجية
- إذاعات الأردن.. استثمار على موجة الـ "F.M" نسخة محفوظة 21 فبراير 2011 على موقع واي باك مشين.